# Shared Space
Shared Space [ʃɛə(ɹ)d spɛɪ̯s] (deutsch: „gemeinsamer Raum“) bezeichnet ein Planungskonzept, nach dem vom Kfz-Verkehr dominierter öffentlicher Straßenraum lebenswerter, sicherer sowie im Verkehrsfluss verbessert werden soll. Charakteristisch ist dabei die Idee, auf Verkehrszeichen, Signalanlagen und Fahrbahnmarkierungen zu verzichten. Gleichzeitig sollen die Verkehrsteilnehmer vollständig gleichberechtigt werden, wobei die Vorfahrtsregel weiterhin Gültigkeit besitzt. Im Gegensatz zur konventionellen Verkehrsberuhigung soll auch eine Anwendung in Hauptverkehrsstraßen möglich sein.

Hinweiszeichen eines Shared-Space-Bereichs mit den Logos der Partner des EU-Projekts

Verkehrszeichen „Wohnstrasse“ (Schweiz 3.11, bis 2001)

Das Planungsmodell wurde federführend vom Niederländer Hans Monderman in den 1990er Jahren entwickelt und findet heute weltweit Anwendung. Parallel führten Entwicklungen von Verkehrsberuhigung in der Schweiz,  Belgien, Frankreich und Österreich zur straßenverkehrsrechtlichen Einführung der Fußgängerzone, der Wohnstraße und der Begegnungszone, die Fußgänger bevorzugen, und in Deutschland seit den 1980er Jahren zum verkehrsberuhigten Bereich, der auf Wohngebiete beschränkt ist.
Von 2004 bis 2008 wurde Shared Space testweise im Rahmen des Infrastrukturförderprogramms Interreg North Sea Region Programme der Europäischen Union in Städten und Gemeinden in Belgien, Dänemark, Deutschland, England und den Niederlanden verwirklicht. Der Begriff Shared Space geht auf den britischen Verkehrsplaner Ben Hamilton-Baillie zurück. Der Anglizismus stößt in Deutschland mitunter auf Kritik, was das Hamburger Abendblatt zum Anlass nahm, einen Ideenwettbewerb zur Etablierung eines geeigneten deutschen Begriffs durchzuführen. Inzwischen wird der Begriff Gemeinschaftsstraße als Synonym verwendet.

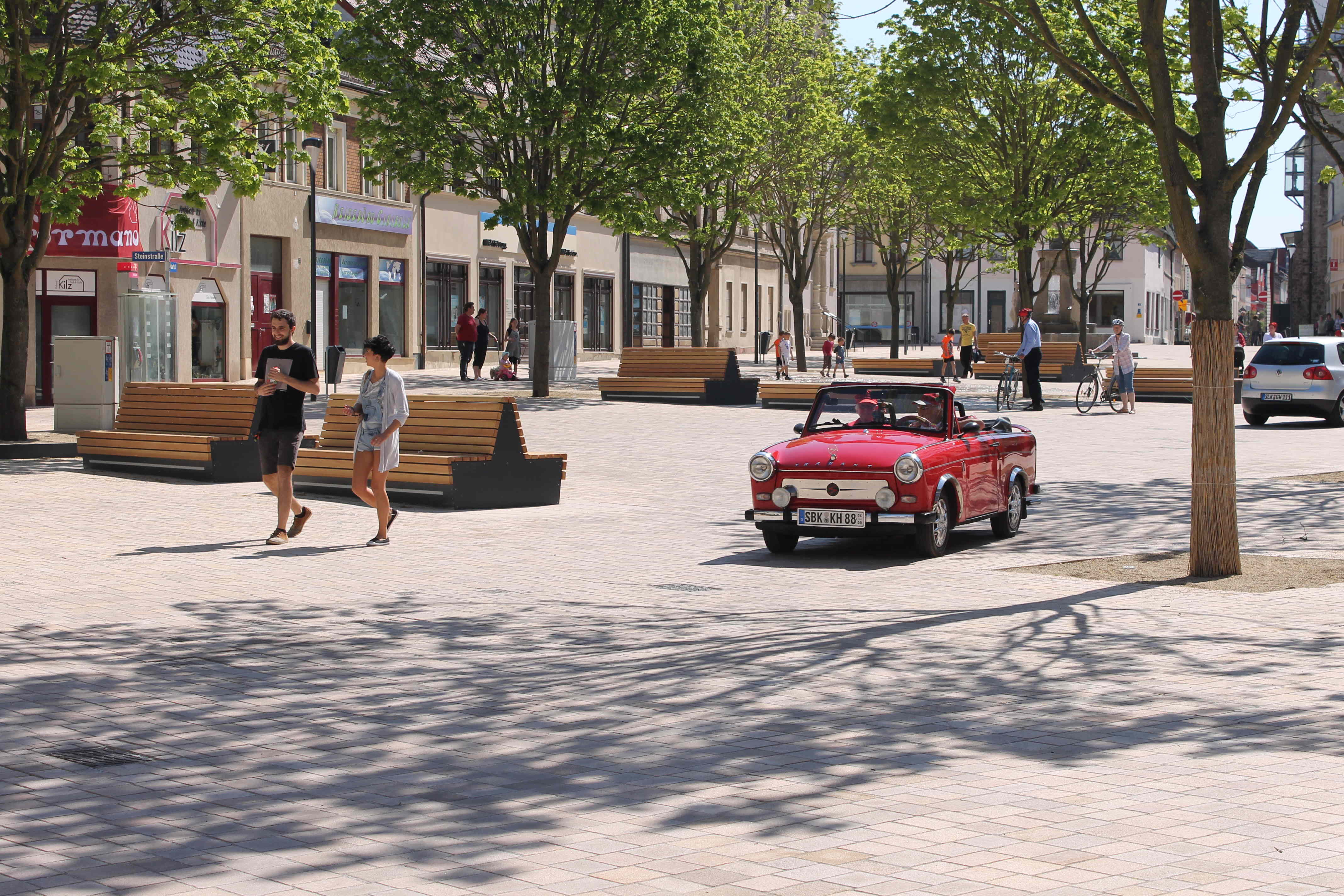
Marktplatz Schönebeck (Elbe), erster Shared Space in Sachsen-Anhalt

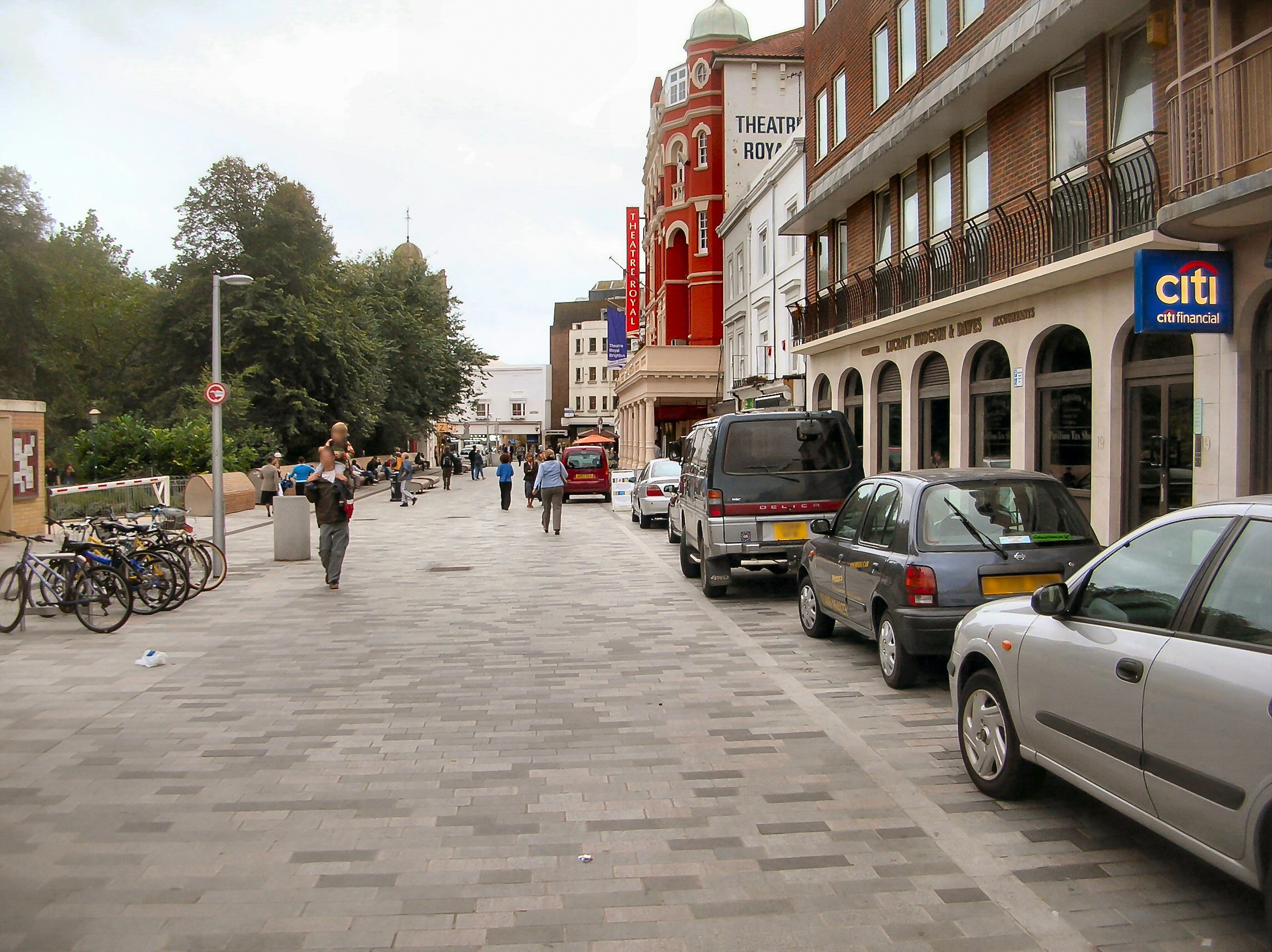
New Road in Brighton

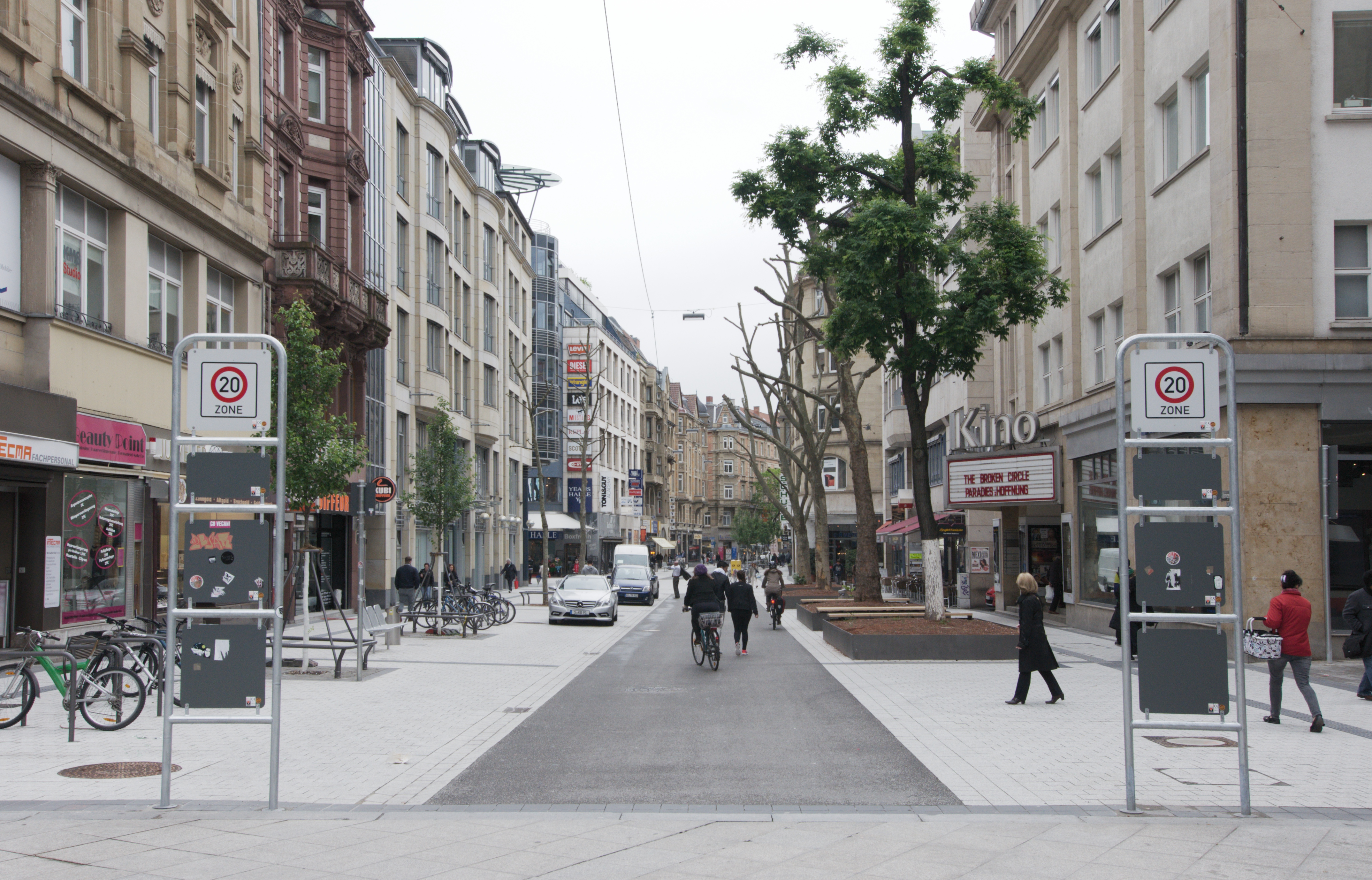
Tübinger Straße in Stuttgart

## Geschichte verkehrlicher Leitbilder

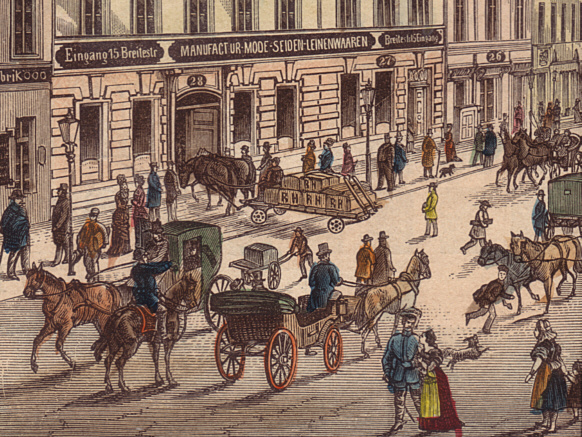
Mischprinzip trotz Segregation im Berlin des 19. Jahrhunderts

Als im 17. Jahrhundert die Straßen in den Städten zunehmend gepflastert wurden, erhielten die Straßenquerschnitte die ersten Gehwege, damit insbesondere das Bürgertum nicht im Schmutz der Rinnsteine gehen musste. Der sogenannte Bürgersteig war jedoch besonders bei schönem Wetter lediglich eine Alternative zum gepflasterten Straßenraum, sodass trotz verkehrlicher Segregation weiterhin das Mischungsprinzip galt. Das Wachstum der Städte etwa in Preußen durch das im späten 17. Jahrhundert eingeführte Manufakturwesen und später der wirtschaftliche Aufschwung im Zuge der Industriellen Revolution während des 19. Jahrhunderts ließen Verkehrsengpässe deutlich werden, sodass erste Verkehrsregulierungen angestrebt wurden.
So wurde 1868 die erste Fußgängerfurt ampelreguliert und 1905 veröffentlichte Eugène Hénard Vorschläge zur Verkehrsregulierung des Place de l’Opéra in Paris, die einen Kreisverkehr vorsahen, in dem Fußgänger durch Unterführungen von den Pferdefuhrwerken strikt getrennt waren. Nach der Manifestierung des Segregations-Gedanken durch die Charta von Athen im Jahr 1933 unter Federführung von Le Corbusier wurde eine Mischung der Verkehre nach dem Zweiten Weltkrieg – ausgehend von einer fast vollständig zerstörten Verkehrsinfrastruktur – als Behinderung für die wirtschaftliche Entwicklung der Städte angesehen. Im Vordergrund standen in den westlich orientierten Ländern nun Berufs- und Wirtschaftsverkehr als tragende Säulen der Wirtschaft. Angestrebt wurde ein optimales Verkehrsnetz mit Hauptstraßen für den Schnellverkehr und Nebenstraßen für Zubringer- und Langsamverkehr. Eine Unterordnung schwächerer, nichtmotorisierter Verkehrsteilnehmer sollte durch Maßnahmen wie Fußgängerübergänge oder Absperrungen verdeutlicht werden.

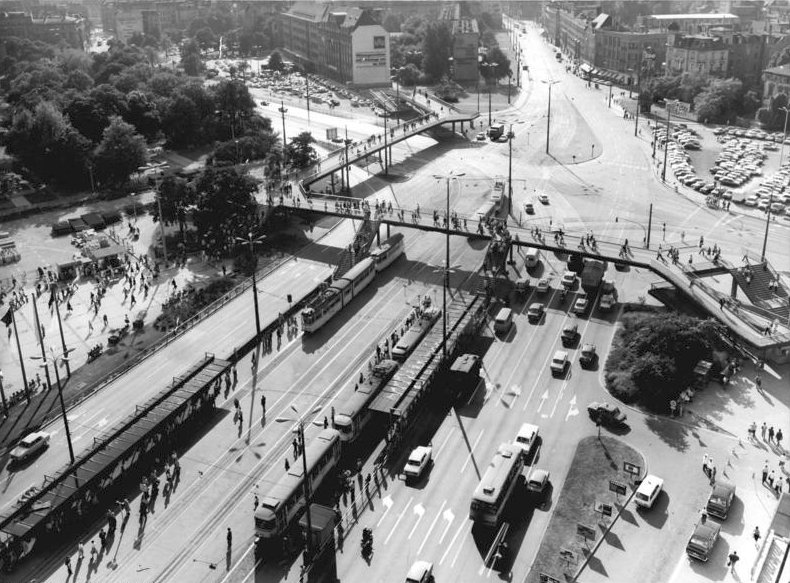
Prinzip der autogerechten Stadt in Leipzig: Getrennte, konfliktarme Verkehrsflächen für die motorisierten Verkehrsteilnehmer in einem großzügigen Verkehrsraum

Eine konsequente Umsetzung dieser Leitbilder erfolgte mit Ausnahme der USA nicht vor 1956, als mit dem Deutschen Städtetag die „Verkehrsnot in den Städten“ offensichtlich wurde. Angesichts der zunehmenden Individualmotorisierung war zu wenig Verkehrsraum vorhanden. Mit dem Städtetag 1960 wurde das Leitbild der Segregation endgültig zum Paradigma; der Begriff der „Autogerechten Stadt“ kam auf. Nun wurde die Verkehrsfläche für motorisierte Verkehrsteilnehmer überproportional gegenüber der anderer Verkehre vergrößert und Fußgänger durch Tunnel oder Überführungen in andere Raumebenen verdrängt.
In den 1970er Jahren kamen aus verschiedenen Gründen Zweifel auf am ungebremsten Wachstum der Wirtschaft. In der Wahrnehmung wirkten sich die bestehenden Verkehrsanlagen zunehmend negativ auf das Stadtbild aus und ließen im Hinblick auf Schadstoffemissionen, Lärmbelastungen und Geruchsbelästigungen ein ökologisches Bewusstsein entstehen. Zudem entstand im Zuge der Urbanisierung eine neue Qualität des Pendlerverhaltens, was die Verkehrswege weiter belastete. Die Ölkrise von 1973 sorgte für Rezession auf der ganzen Welt, sodass neue Investitionen im Verkehrssektor skeptisch betrachtet wurden. Nach der Studie Die Grenzen des Wachstums des Club of Rome im Jahr 1972 änderte sich das politische und planerische Bewusstsein. Das Aufzeigen der Endlichkeit natürlicher Ressourcen popularisierte Begriffe wie „Nachhaltigkeit“ und „Umweltverträglichkeit“, was dem öffentlichen Verkehr neuen Aufwind gab. In dieser Zeit war erstmals das Konzept verkehrsberuhigter Bereiche im Gespräch.
Zu Beginn der 1980er Jahre wurde erkannt, dass eine Trennung der Verkehre die Anzahl der Verkehrsunfälle nicht reduziert, sondern erhöht. Progressive Planer argumentierten, eine Integration nichtmotorisierter und öffentlicher Verkehre würde dem entgegenwirken. Mit der beginnenden Reurbanisierung der Innenstädte wurden Straßenräume neu konzipiert, wobei die Straßen zur Steigerung der Lebensqualität in ihr Umfeld integriert werden sollten. In den Niederlanden wurden diese Ansätze etwas später zur Idee des Shared Space weiterentwickelt.

## Theoretischer Ansatz desShared Space

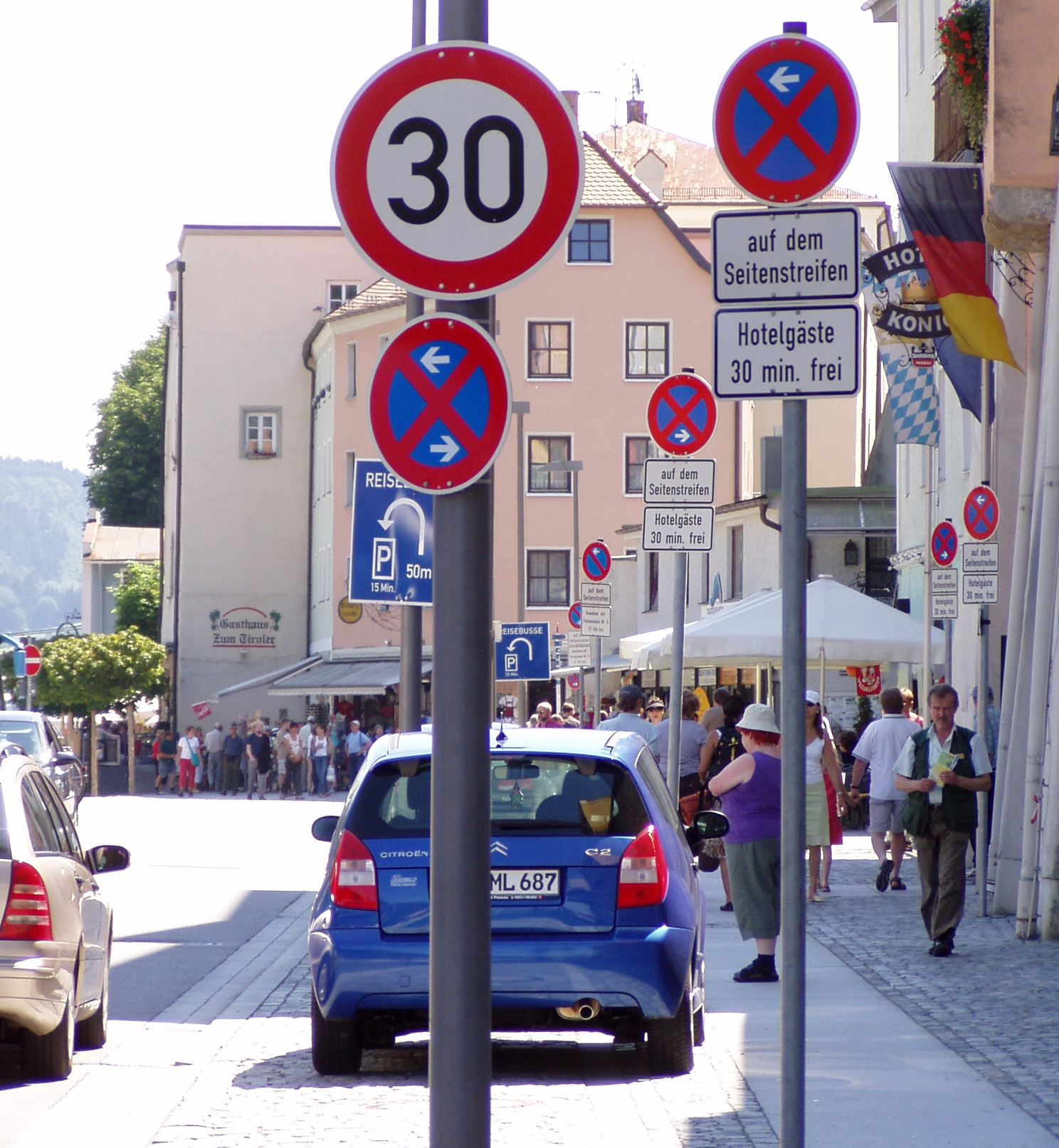
Überbeschilderung kann zu Reizüberflutung führen

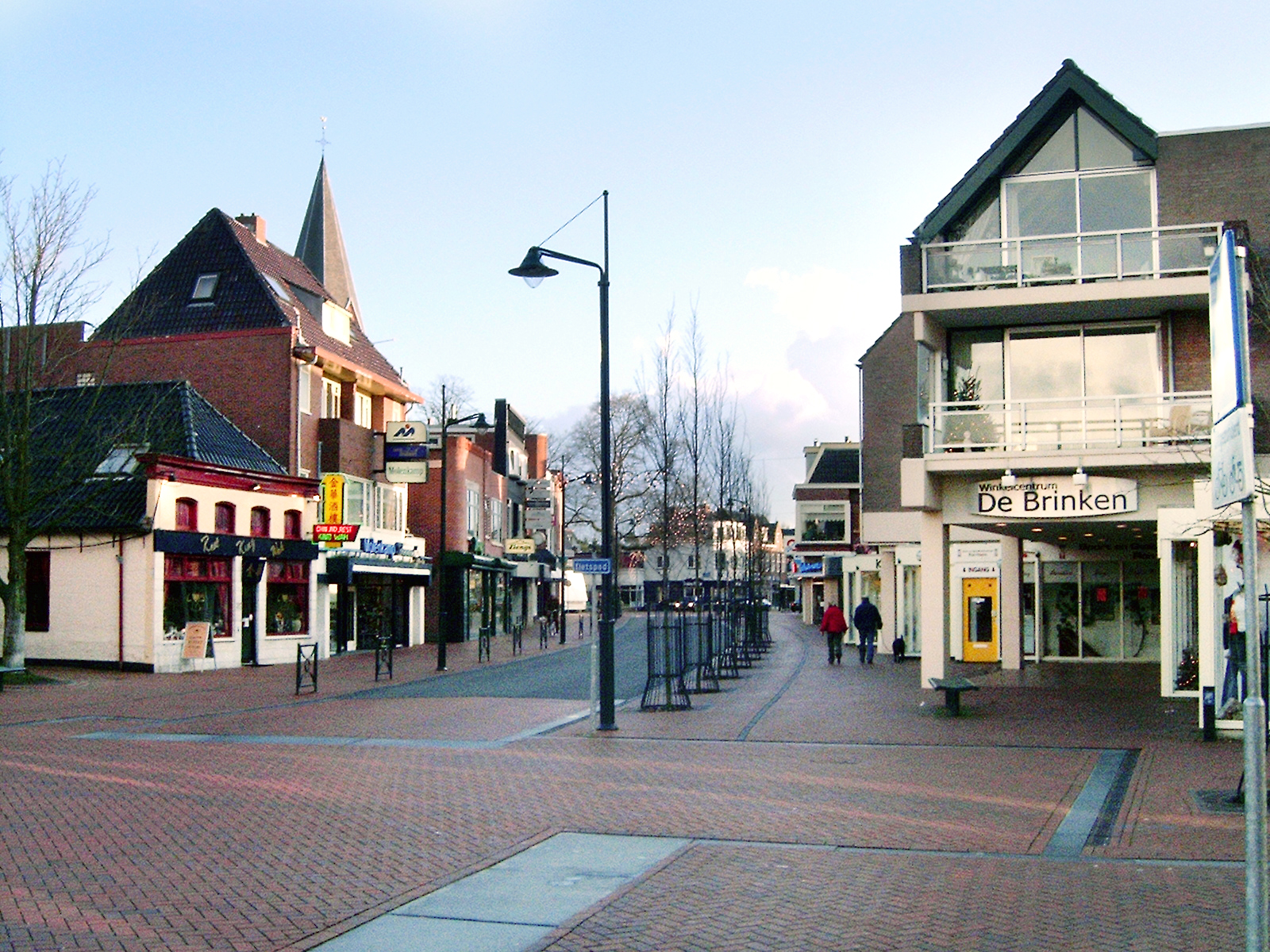
Shared Space in Haren, Niederlande: Keine Verkehrszeichen, nivelliertes Straßenland und lediglich orientierende „Begrenzungen“ für die Verkehrsteilnehmer

### Leitidee
Shared Space sieht vor, den öffentlichen Raum für den Menschen aufzuwerten. Der Grundgedanke ist, dass der Verkehrsraum überreguliert ist. Dies zeigt sich durch Überbeschilderung und ist teilweise nicht verkehrsinduziert, sondern rechtlich bedingt. Statt einer dominanten Stellung des motorisierten Verkehrs soll der gesamte Verkehr mit dem sozialen Leben und der Kultur und Geschichte des Raums im Gleichgewicht stehen. Durch Entfernen der Kanalwirkung der Straßen sollen die Orte wieder Persönlichkeit erlangen. Verkehrsteilnehmer und Nutzungen sollen im Straßenland gleichwertig nebeneinander existieren und sich den Raum teilen. Zusätzlich zur Lebensqualität soll so auch die Verkehrssicherheit verbessert werden.
Um diese Ziele zu erreichen, verzichtet Shared Space auf Bordsteine und Abgrenzungen und setzt stattdessen auf eine orientierende Unterteilung des Straßenraums. Im Zuge einer „Entregelung“ der Verkehrslandschaft sind keinerlei Ampeln oder Verkehrs- und Hinweisschilder vorgesehen. Die Straßenverkehrsordnungen werden reduziert auf „gegenseitiges Rücksichtnehmen“ und das Rechts-vor-Links-Gebot. Mit diesen Maßnahmen wird eine gewollte Unsicherheit erzeugt, welche die Verkehrsteilnehmer dazu zwingt, den Raum situationsbedingt durch Blickkontakt mit anderen Verkehrsteilnehmern einzuschätzen. Gleichzeitig wird die Existenz eines durch motorisierten Verkehr dominierten Verkehrsnetzes als notwendig erachtet.

### Ziel und psychische Folgen
Im Mittelpunkt der Bestrebungen des Shared Space steht die Neustrukturierung des öffentlichen Raums. Es wird davon ausgegangen, dass räumliche Suggestionen den Menschen mehr ansprechen als Verbote. Durch das Auflösen der klar definierten Unterteilung der Verkehrsfläche soll sich ein neues Raumgefühl einstellen, das verschiedene stadtplanerische Aspekte berücksichtigt.
So ergeben sich auch zwischenmenschlich neue Möglichkeiten. Der neu entstandene Raum bietet Platz für Cafés, lädt ein zum Flanieren und ist eine attraktive Kaufumgebung für den Einzelhandel. Die Straße wird zum Treffpunkt; das Leben verlagert sich zum Teil auf die Straße. Ebenso bestehen Chancen, den Raum kulturell neu zu gestalten. Die flächigen Verkehrsanlagen laden zu Festen ein; Straßenmusiker beenden ihr Nischendasein in Fußgängerzonen. Orte erhalten die Gelegenheit, sich der eigenen Geschichte wieder anzunähern und durch den Verkehr auferlegte Kompromisse rückgängig zu machen. Dadurch erfolgt eine Identitätsstiftung der Orte, die durch die Kanalwirkung und Dominanz der Straßen und die verkehrstechnische Anlagen wie Ampeln oder Schilder zunehmend anonymisiert sind. Im Zuge einer Neugestaltung kann durch Sichtachsen auf bedeutende Gebäude, Verwendung passender Straßenpflasterung oder Abschwächung verkehrlicher Zerschneidungseffekte das ursprüngliche Ortsbild wiederhergestellt werden. Shared Space zielt darauf ab, dass ortsfremde Verkehrsteilnehmer Teil des örtlichen sozialen und kulturellen Gefüges werden und zum Verweilen eingeladen werden. Es wird davon ausgegangen, dass sich jemand, der verweilt, sozialer verhält als jemand, der nur auf der Durchreise ist.
|                                                      | Verbleibsverhalten                                               | Soziales Verkehrsverhalten                                                                    | Technisches und rechtliches Verkehrsverhalten                                                           |
| ---------------------------------------------------- | ---------------------------------------------------------------- | --------------------------------------------------------------------------------------------- | --- |
| Verhaltensmerkmale                                   | Pluriform und pluralistisch                                      | Pluralistisch                                                                                 | Uniform                                                                                                 |
| Art der Bewegung                                     | Willkürlich                                                      | Hauptsächlich zielgerichtet                                                                   | Sehr zielgerichtet                                                                                      |
| Angemessenes Tempo                                   | < 30 km/h                                                        | < 60 km/h                                                                                     | > 50 km/h                                                                                               |
| Vorhersehbarkeit des Verhaltens                      | Größtenteils unvorhersehbar                                      | Eingeschränkt vorhersehbar                                                                    | Überwiegend vorhersehbar                                                                                |
| Blickkontakt                                         | Oft                                                              | Eingeschränkt                                                                                 | Kaum |
| Verhaltensfaktoren                                   | Menschen und Umgebung                                            | Menschen (und Umgebung)                                                                       | Regelsystem                                                                                             |
| Verhaltensprägender Kontext                          | Soziale Umgebung (Menschen) und räumliche Umgebung               | Soziale Umgebung (Menschen) und räumliche Umgebung sowie Basisverkehrsregeln                  | Verkehrstechnisches System, Gesetze (Fahrzeuge und Verkehrsumgebung, Straßenkategorie, Verkehrssignale) |
| Zu erwartendes Verhalten anderer Verkehrsteilnehmer  | Verbleibsverhalten, soziales Verkehrsverhalten (beschränkt)      | Verbleibsverhalten, soziales Verkehrsverhalten, technisches und rechtliches Verkehrsverhalten | Technisches und rechtliches Verkehrsverhalten                                                           |
| Für das Verhalten relevante Signale aus der Umgebung | Landschaft von Stadt und Land, Gestaltung des öffentlichen Raums | Landschaft von Stadt und Land, Gestaltung des öffentlichen Raums, Straßengestaltung           | Signale, Schnelligkeit, Straßenoberfläche, Schwellen, Verkehrsschilder und -zeichen, Ampeln             |

Treppenmodell nach Hans Monderman: Die Bereitschaft schnell zu fahren steigt bereits in den ersten vier Reiseminuten stark an, während sie in der restlichen Reisedauer kontinuierlich – jedoch schwächer – ansteigt. Wird das Modell mit der Lage verschiedener Aufenthaltsorte kombiniert, können Kriterien für den Entwurf des öffentlichen Raums festgelegt werden.

Die Revitalisierung und Identitätsstiftung der Orte wirkt der Theorie entgegen, wonach motorisierte Verkehrsteilnehmer mit zunehmender Entfernung zum Wohnort eine steigende Gleichgültigkeit gegenüber den Bewohnern und deren Lebensräumen an der Strecke entwickeln und dadurch höhere Geschwindigkeiten fahren. Der Initiator des Shared Space, Hans Monderman, drückt diesen Zusammenhang in seinem Treppenmodell aus.
Gleichzeitig ergibt sich durch fehlende Verkehrsregelungen eine gewollte Unsicherheit, wodurch paradoxerweise ein Sicherheitsgefühl entsteht. Einer der Grundsätze des Shared Space lautet: „Unsicherheit schafft Sicherheit“. Durch die zum Teil unübersichtliche Verkehrsführung ist jeder Verkehrsteilnehmer gezwungen, stetig ein Urteil zu fällen, welche Handlungen die aktuelle Situation erfordern. Aus dem Instinkt des Menschen, bei einer unklaren Situation vorsichtig und sondierend zu handeln, ergibt sich für die motorisierten Verkehrsteilnehmer eine merklich langsamere Geschwindigkeit.
Diese Wirkung erzeugt laut der beteiligten Verkehrsplaner vielschichtige verkehrliche und städtebauliche Verbesserungen. Wie noch in den Anfangsjahren des Automobils ist die Geschwindigkeitsdifferenz zwischen den motorisierten und unmotorisierten Verkehrsteilnehmern deutlich geringer als heute, sodass das Unfallrisiko allgemein sinkt. Wenn dennoch ein Unfall geschieht, sind die Schäden meist gering. Mit geringerem Tempo verbessert sich zudem die Fähigkeit, auf andere Verkehrsteilnehmer zu reagieren. Reduzierte Geschwindigkeit bewirkt außerdem eine spürbare Lärmreduzierung. Zusätzlich verschwinden durch Auflockerung des Raumes und geringere Geschwindigkeiten Zerschneidungseffekte.
Kritische Stimmen hinterfragen an dieser Stelle die Leistungsfähigkeit des Shared Space. Versuchsanlagen zeigen jedoch, dass Verkehrsteilnehmer trotz der geringeren Geschwindigkeiten schneller vorankommen. Kontinuierliches Langsamfahren ist sinnvoller als schnelles „Stop & Go“, wie es durch Ampeln, parkende Lieferfahrzeuge oder Stoppschilder verursacht wird. Kontinuierliche Fahrweise vermeidet zudem unnötigen Schadstoffausstoß, sodass insgesamt von einer Verbesserung der allgemeinen Lebensqualität auszugehen ist. Kritiker argumentieren allerdings, dass der Ansatz des Shared Space die Gerichte durch eine aufgeweichte Rechtslage übermäßig belaste.

### Abgrenzung zu anderen Konzepten der Verkehrsberuhigung
Im Gegensatz zu Konzepten wie dem Verkehrsberuhigten Bereich oder der Begegnungszone ist Shared Space keine verkehrsrechtliche Anordnung. Vielmehr beschreibt Shared Space eine Planungsidee bzw. einen Planungsprozess, vergleichbar mit dem Berner Modell und dem Konzept des Woonerfs und gibt Anregungen, wie lebenswerter Straßenraum gestaltet werden kann. Eine Abgrenzung erfolgt auch durch den Grad der Verregelung: Kaum geregelt (Shared Space) → sehr wenig geregelt (Verkehrsberuhigter Bereich, Begegnungszone) → wenig geregelt (Verkehrsberuhigter Geschäftsbereich) → geregelt (Tempo-30-Zone). Weiterhin lässt sich eine Unterscheidung treffen bezüglich der Nivellierung des Straßenraums, der verträglichen Stärke des Fahrzeugverkehrs sowie der zugelassenen Höchstgeschwindigkeit:
|                 | Tempozone | Verkehrsberuhigter Bereich | Begegnungszone  | Shared Space    |
| --------------- | --------- | -------------------------- | --------------- | --------------- |
| Nivellierung    | Nein      | Möglich                    | Möglich         | Ja              |
| Fahrzeugverkehr | Wenig     | Sehr wenig                 | Wenig bis stark | Wenig bis stark |
| Geschwindigkeit | < 30 km/h | Schrittgeschwindigkeit     | < 20 km/h       | Angepasst       |

## Umsetzung und Anforderungen

### Risikobewertung

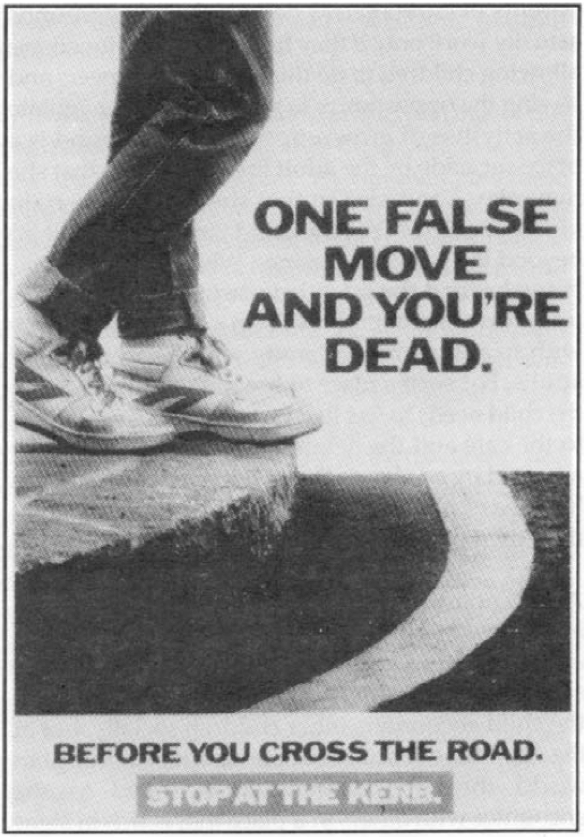
Verkehrskampagne „One false move and you’re dead“ (dt.: Eine falsche Bewegung und du bist tot) in den frühen 1990er Jahren in Großbritannien

Die Bewertung der Risikowahrnehmung in Bezug auf den Aufenthalt und die Bewegung im öffentlichen (Straßen-)Raum ist ein wichtiger Indikator für die Qualität des öffentlichen Raums. Die „Cultural Theory of risk“ (deutsch: Kulturtheorie des Risikos) geht davon aus, dass der Mensch mit zunehmender Zivilisierung und gesellschaftlicher Reglementierung mit einer kulturell geprägten Wahrnehmung ausgestattet wurde. Die Entwicklung der Massenmotorisierung seit den 1960er Jahren induzierte im gesellschaftlichen Bewusstsein eine Assoziation des motorisierten Verkehrs mit einer Gefahrensituation entsprechend dem erfahrenen Alltag, sodass viele Menschen die neue Verkehrssituation des Shared Space im Vergleich zu herkömmlichen Verkehrskonzepten als gefährlich empfinden.
Entscheidend für diese Betrachtung ist das Wesen des technokratisierten Verkehrsumfeldes. Weil der motorisierte Verkehrsfluss vom Individuum selbst nicht kontrolliert werden kann, wird das Unsicherheitsgefühl verstärkt. Ein Beispiel ist das Überqueren einer Straße bei Grün. Diese Situation empfinden die meisten Menschen als sicherer gegenüber einer Straßenüberquerung ohne Ampel. Die Szenerie bleibt kontrollierbar, indem alle Beteiligten nach vorgegebenen Regeln handeln müssen. In einer entregelten Situation ist das Geschehen nur bedingt kontrollierbar, vielmehr muss anderen Verkehrsteilnehmern Vertrauen entgegengebracht werden. Dabei ist das intuitive Verhalten in beiden Situationen ähnlich. Obwohl die Straße bei Grün ohne Weiteres überquert werden könnte, versichern sich nach einer Studie noch immer 35 % der Menschen per Blick nach links und rechts.

### Berücksichtigung der schwachen Verkehrsteilnehmer
Die Umsetzung eines Shared Space ist für die „schwachen“ Verkehrsgruppen der Blinden, Rollstuhlfahrer, Gehörlosen, Kinder und älteren Menschen problematisch, da sie zum Beispiel keinen Blickkontakt aufnehmen können, sich dem Verkehrsgeschehen ausgeliefert fühlen oder die Risiken eines selbstbewussten Verhaltens nicht einschätzen können. Im integrierten Planungsprozess des Shared Space müssen deren Interessen von Beginn an berücksichtigt werden. Besonders in ihrer Sinneswahrnehmung eingeschränkte Menschen fühlen sich ohne regelnde Orientierungshilfen unsicher und werden womöglich vom öffentlichen Leben ausgeschlossen.
Dem Konsens einiger Bürgerversammlungen zum Thema nach zu urteilen, wird die Entwicklung des Shared Space etwa von Rollstuhlfahrern und Fußgängern überwiegend begrüßt. So heben insbesondere Rollstuhlfahrer die wegfallenden Bürgersteige hervor, die sie heute mit erheblichem Zeitaufwand umfahren müssen. Fußgängerverbände hingegen schätzen die Gleichstellung von Auto und Fußgängern, die einigen Verbänden jedoch nicht weit genug geht. Kritik an Shared Space kommt insbesondere von Verbänden der Blinden und Gehörlosen, die ihre Situation im Straßenverkehr im Zuge einer völligen Entregelung und den damit fehlenden Orientierungshilfen verschlechtert sehen. Gehörlose sind dabei weniger betroffen als Blinde, die bereits am absichernden Blickkontakt scheitern, dem Grundpfeiler des Shared Space. Ausbleibende Gegenmaßnahmen zur Gleichstellung behinderter Menschen sind etwa in Deutschland gemäß § 8 Abs. 1, § 4 Behindertengleichstellungsgesetz gesetzeswidrig.
Die Orientierung geistig eingeschränkter Personen erfolgt über taktil, akustisch oder optisch strukturierte, stetige Reize, die etwa von Bordsteinen, der akustischen Wand einer Straße, einem akustischen Hinweis bei Grünphase einer Lichtsignalanlage sowie kontrastierenden Flächen ausgehen. So kritisieren Vertreter der Blindenverbände überwiegend das Fehlen festgelegter Unterteilungen des Verkehrsraums, etwa zwischen Bürgersteig und Fahrbahn. Neben der verkehrlichen Geräuschkulisse basiert ihre Orientierung beim rechtwinkligen Queren einer Straße auf der Ausrichtung der Bordsteinkante, der Richtung eines Rillenmusters (Rippen auf der Straßenoberfläche) oder dem Richtungspfeil an der Unterseite eines Anforderungstableaus einer Lichtzeichenanlage.

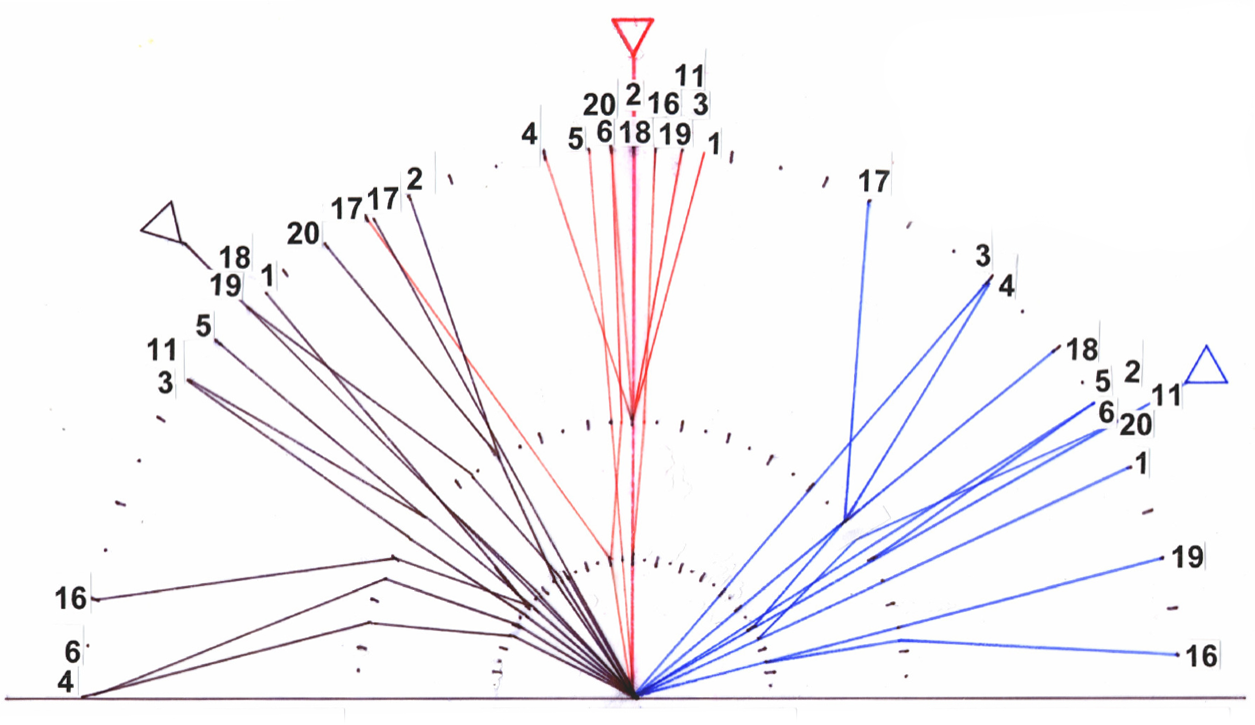
Gehlinien blinder Personen: Die Ziele (Dreiecke) sollten durch Orientierung an Bodenmarkierungen (violette Linien), Bordsteinkante (rote Linien) und am Richtungspfeil an der Ampel (blaue Linien) erreicht werden. Die Dreiecke markieren jeweils die Zielrichtung, die Halbkreise sind 5, 11 und 23 Meter vom Ausgangspunkt entfernt.

In einem Experiment des Verbandes für Blinden- und Sehbehindertenpädagogik zur Wirksamkeit der drei Orientierungshilfen wurden in einem Versuchsaufbau auf einer großflächigen Asphaltfläche drei Halbkreise um einen Ausgangspunkt gezogen. Mit unterschiedlichen Radien wurden so die Breiten einer schmalen zweispurigen Straße ohne Parkstreifen (5 Meter), einer zweispurigen Straße mit beidseitigen Parkstreifen (11 Meter) und einer vierspurigen Großstadtstraße mit beidseitigen Parkstreifen (23 Meter) simuliert. Die einzuschlagende Richtung erfassten die Testpersonen anhand der Orientierungshilfen. Beim Queren der Kreise wurde protokolliert, um wie viel Grad die Testperson vom Ziel abwich. Die Auswertung zeigt wie erwartet, dass die Abweichung bei längerer Gehstrecke größer wird. Deutlich ist zu erkennen, dass die Bordsteinkante den sichersten Richtungshinweis darstellt. Die Orientierung per Richtungspfeil bedarf aufgrund dessen Kleinheit einer hohen geistigen Anstrengung. Selbiges gilt für die Orientierung per Bodenmarkierung, bei welcher der Blindenstock stark auf den Boden gedrückt werden muss.
Um im Shared Space den Wegfall der Bordsteine zu kompensieren, fordert der Gemeinsame Fachausschuss für Umwelt und Verkehr (GFUV), in dem zahlreiche Blindenverbände organisiert sind, die Installation gut wahrnehmbarer Bodenindikatoren. Demnach sollen eindeutige Strukturen in Form von Blindenleitsystemen Straßenverläufe markieren. Durch Unterbrechung dieser kontinuierlichen Orientierung – etwa durch Quermarkierungen – kann sowohl Autofahrern als auch Blinden eine Übergangssituation suggeriert werden. Insgesamt sollen ausreichende Standards eingeführt werden. Die Forderungen der Interessengruppen, insbesondere der Blinden, wurden umgesetzt.

### Anforderungen an die Politik
Weil die Umsetzung von Verkehrspolitik immer mehr Fachkompetenz bedurfte, beriefen sich Politiker im Zuge der technologischen Entwicklung immer öfter auf Fachexperten. Diese handeln jedoch weniger nach politischen Zielen. Ausgehend von dieser Bevormundung von Politikern geht Shared Space von einer Neuordnung der Politik aus. Als übergeordnete Ziele sind von Politikern die Nutzung und Gestaltung des Lebensraums im Sinne nachhaltiger Lebensqualität anzustreben. In diesem Zusammenhang wird der Begriff „Empowerment“ (deutsch: Selbstbemächtigung) als Synonym der Rückbesinnung von Bürgern wie Politikern auf eigentliche Aufgaben und Verantwortlichkeiten verwendet. Als Handbuch für diese Neustrukturierung gibt Shared Space das sogenannte Neun-Zellen-Modell vor. In ihm werden Aufgaben und Arbeitsweisen vereinbart.
| | Politik                                                                              | Entwurf                                                                | Ausführung                                               |
| --- | ------------------------------------------------------------------------------------ | ---------------------------------------------------------------------- | -------------------------------------------------------- |
| Perspektive | Entscheidung: Menschenraum oder 1 Verkehrsraum                                       | Dauerhaft entwerfen: Mitmenschlichkeit vs. Verkehrsverhalten           | Technik ist kein Ziel an sich                            |
| Vorgehen | Integralität Empowerment und Partizipation Die Politik steuert Prozess statt Produkt | Kreativität Zusammenarbeit aller Disziplinen 2 Kommunikation           | Zusammenarbeit Kreativität                               |
| Instrumente | Denken in Prozessen                                                                  | Partizipatives Entwerfen Gegenseitige Ergänzung Kommunikationsmethoden | Materialwahl und Platzierung 3 Einsatz neuer Materialien |
| Der Prozess zur Umsetzung des Shared Space verläuft in der farbig markierten Diagonale von links oben (1) nach rechts unten (3): 1. Politik: Die politisch Verantwortlichen formulieren die Zielsetzung des Vorhabens, das anschließend von allen Beteiligten wie Bewohnern, Verkehrsteilnehmern, Behörden und Fachleuten unter Einbringung ihrer Kreativität, ihren Wünschen und ihrer Fachkompetenz diskutiert wird. 2. Entwurf: Im Entwurf werden die Ergebnisse der Diskussionen aus Schritt 1 von Fachleuten in Entwürfen konkretisiert. Dabei besitzt Bereitschaft zur Kooperation, Kreativität sowie Kommunikation untereinander als auch mit den Beteiligten oberste Priorität. 3. Ausführung: Bei der Ausführung geht es nicht ausschließlich um die schlichte verkehrsbauliche Umsetzung des Planes, sondern um ein Abwägen, welche Plandetails (Stadtmöbel, Materialien) die beste Wirkung erzielen. So kann etwa sowohl die Wahl des Straßenbelages als auch die Höhe und Position von Straßenlaternen die Wirkung von Shared Space wesentlich beeinflussen. |                                                                                      |                                                                        |                                                          |

Bei diesem durch die Diagonale dargestellten Prozess weist die Politik die Richtung. Zwischen den einzelnen Abschnitten muss rege Kommunikation herrschen – zwischenzeitliche Rücksprachen tragen wesentlich zu einem guten Endresultat bei. Shared Space unterscheidet während des Entstehungsprozesses Qualität räumlicher und demokratischer Art. Während im räumlichen Sinne eine flächendeckende Fachkompetenz zu einem insgesamt höheren Niveau beiträgt (Felder über der Diagonale), meint die demokratische Qualität eine Mitverantwortung der Betroffenen (Felder unter der Diagonale). Beide Aspekte haben entscheidenden Einfluss auf das Endergebnis und verstärken beziehungsweise ergänzen einander. Bei der Umsetzung eines Shared Space können erfahrungsgemäß Probleme bei der Einordnung in die vorhandene Gesetzgebung, der Sicherstellung der Finanzierung sowie der Klärung von Verantwortlichkeiten auftreten.

## Projekt-Evaluationen und Anwendbarkeit

### Praxis

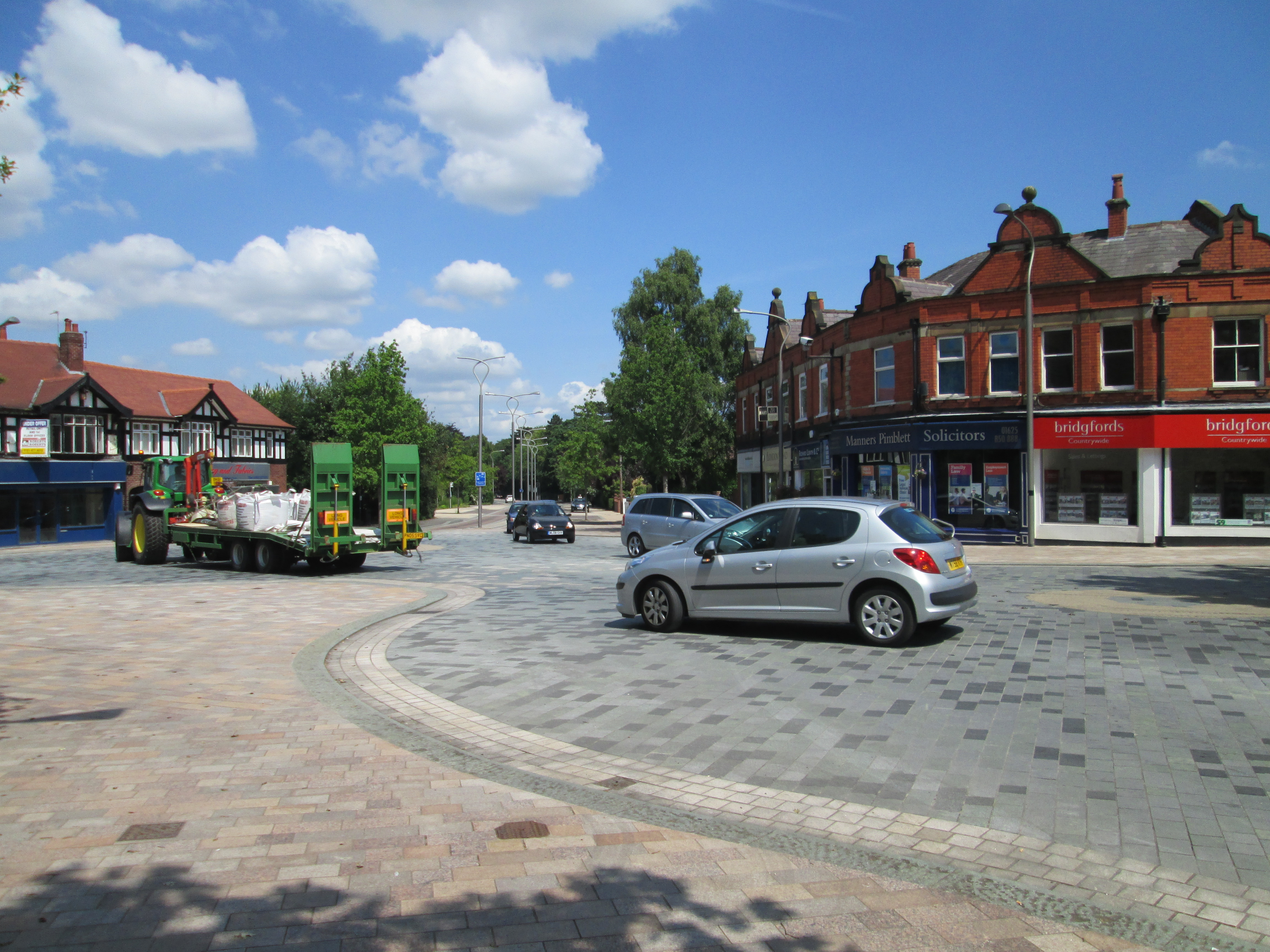
Hauptverkehrskreuzung der Gemeinde Poynton, England, 2011

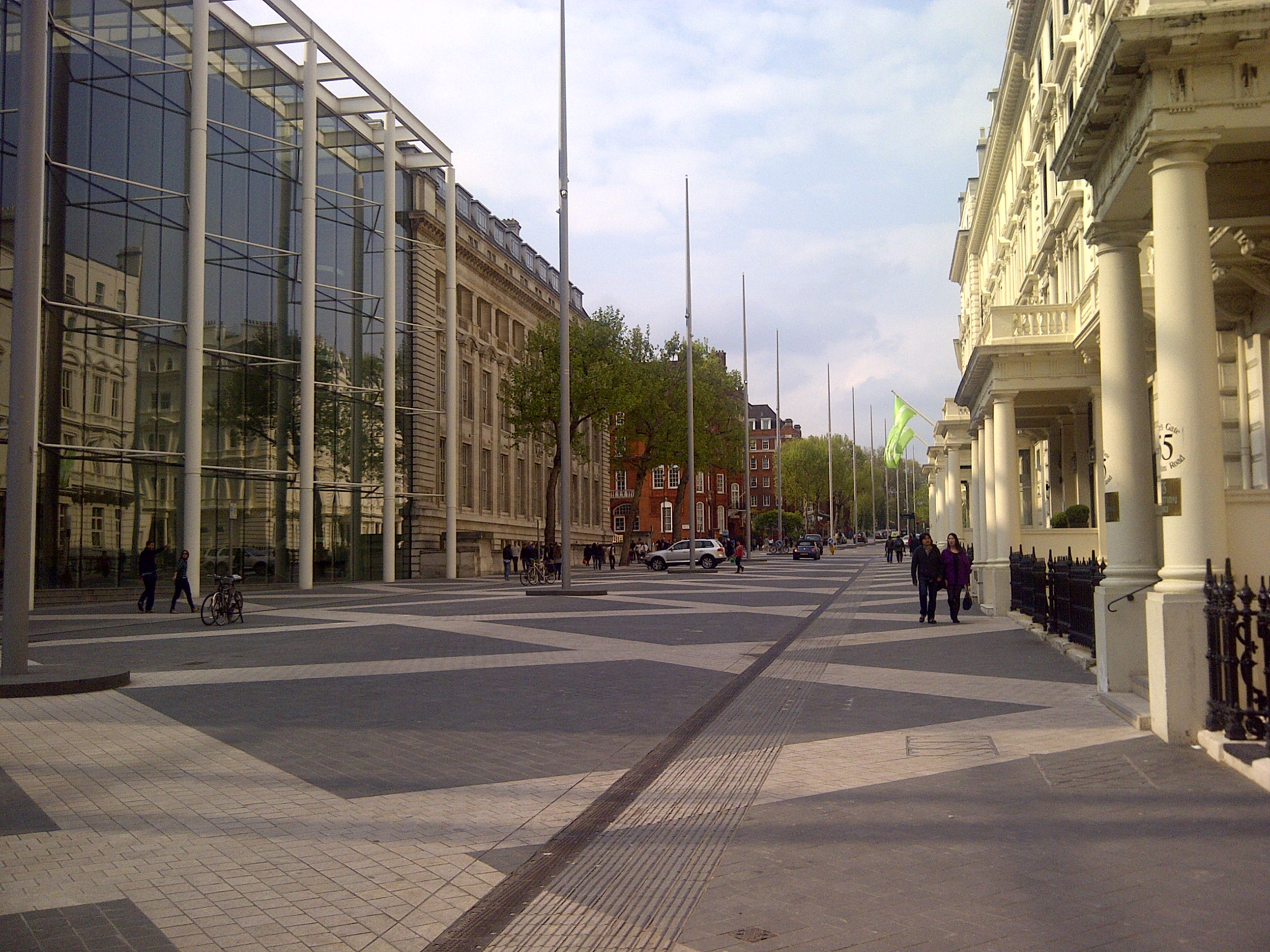
Exhibition Road, Kensington, London, Shared Space Projekt, 2012

Weil Shared Space mit gewohnten Regeln im Straßenverkehr bricht, sind viele Menschen erstmal skeptisch. Seit in den Niederlanden erste Projekte zu weniger Unfällen und besserer Lebensqualität beitrugen, wächst jedoch das Interesse. Zwar wird argumentiert, dass die betroffenen Straßen ohnehin keine Unfallschwerpunkte gewesen seien. Jedoch soll es in den 107 niederländischen Orten, in denen Shared Space bisher umgesetzt wurde, seitdem keinen schweren Unfall mehr gegeben haben. In Bohmte, dem EU-Modellprojekt in Deutschland, ereigneten sich insgesamt mehr Unfälle als vor dem Umbau. Jedoch blieb es meist bei leichten Sachschäden. Die bisherigen Ergebnisse erlauben noch keine allgemeingültige Aussage zur Verkehrssicherheit im Shared Space. In keinem Projekt wurde jedoch eine spürbare Verschlechterung festgestellt. Unbestritten ist hingegen, dass die Straßen durch weniger Lärm (durch langsames Fahren) und geringere Schadstoffemissionen (durch flüssiges Fahren) an Lebensqualität gewinnen.

### Umsetzung in Städten
Verkehrsplaner diskutieren darüber hinaus den Einsatz in der Stadt. Ein Beispiel ist die umgestaltete Kensington High Street in London. Obwohl Bordsteine, Ampeln und Straßenmarkierungen zum Teil belassen wurden, sind wesentliche Merkmale des Shared Space erkennbar. So gibt es keine Verkehrszeichen, keine Absperrungen, mehr Platz für den Fußverkehr und provozierte Unsicherheit durch Fahrradstellplätze auf dem Mittelstreifen. Zwei Jahre nach Fertigstellung waren die Unfallzahlen um 44 Prozent geringer. Die Kensington High Street in London zeigt jedoch auch, dass mit größerem Verkehrsaufkommen gewisse Regeln unabdingbar sind.

## Projekte weltweit
- Liste der Shared-Space-Projekte